# Intercooler

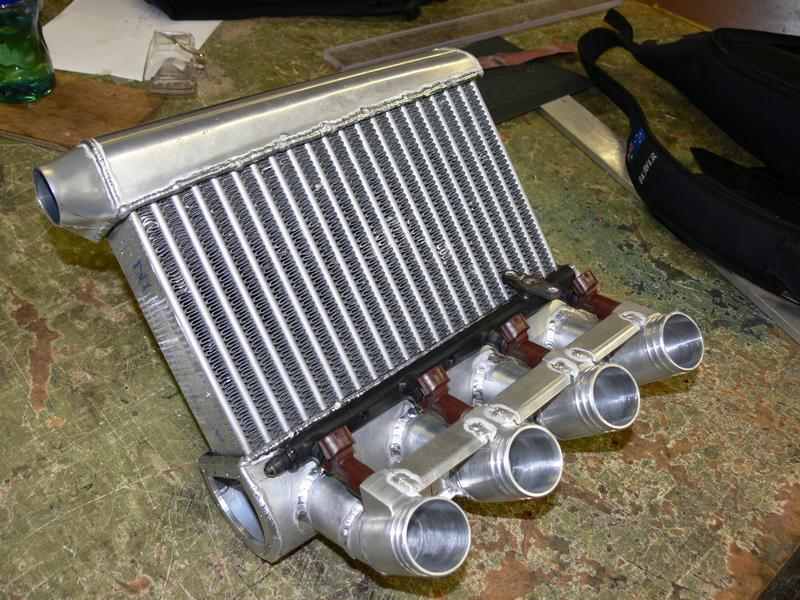
Un intercooler a due stadi.

L'intercooler (da inter, intermedio, e cooler, raffreddatore) o interrefrigeratore, è un dispositivo generalmente utilizzato nei motori a combustione interna turbocompressi. 
Si tratta di uno scambiatore termico del tipo aria/aria o aria/acqua, che raffredda l'aria in uscita dal turbocompressore prima che entri nel motore. Il fine di questa operazione è quello di incrementare la densità dell'aria e quindi la quantità di comburente contenuta nel cilindro a fine aspirazione migliorando così lo sfruttamento della cilindrata, e ad evitare fenomeni di precombustione causati da una temperatura eccessiva.
In genere gli intercooler più noti sono quelli montati su auto o camion, ma ne esistono di diverse dimensioni. I più grandi sono montati sui motori Diesel per le navi e possono pesare più di 2 tonnellate.

## Composizione e funzionamento

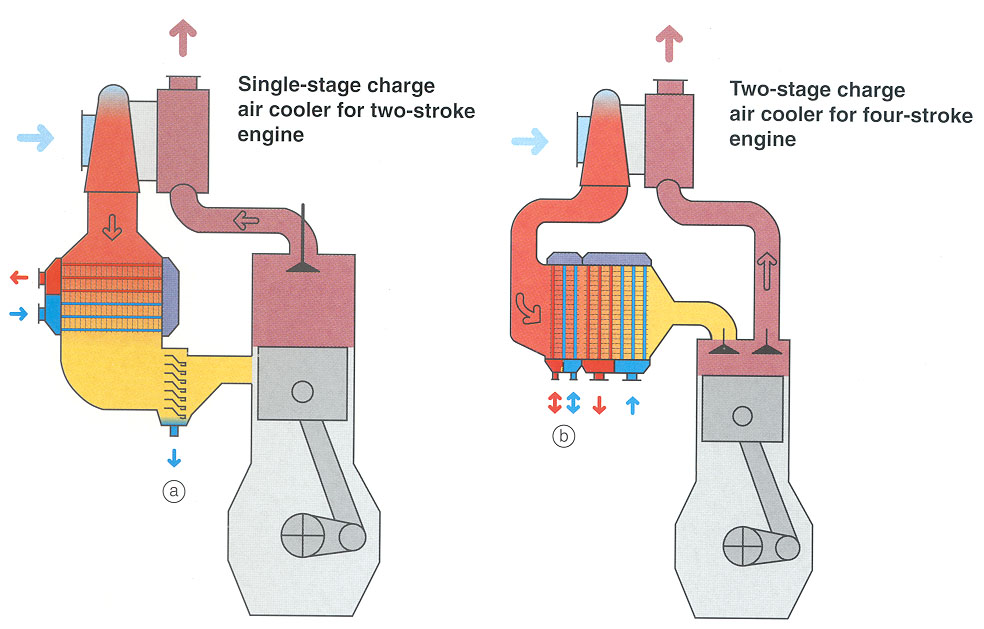
Posizione dell'Intercooler in un motore Diesel a due o quattro tempi.

L'intercooler è installato tra il turbocompressore e il motore, il relativo radiatore di raffreddamento viene generalmente posizionato anteriormente al veicolo o sotto al cofano, in corrispondenza di una apposita presa d'aria. Il turbocompressore sfrutta la rotazione impressa dai gas in uscita dal collettore di scarico per comprimere l'aria in aspirazione, permettendo di raggiungere prestazioni superiori rispetto ai motori a combustione interna aspirati. Tuttavia, la rapida compressione dell'aria ne aumenta la temperatura, diminuendone la densità e limitando dunque la quantità di aria aspirata dal motore. Le alte temperature dei gas combusti che mettono in rotazione la turbina, inoltre, riscaldano fortemente il turbo il quale cede ulteriore calore all'aria aspirata. L'intercooler, mediante l'apposito circuito di raffreddamento, riduce la temperatura dell'aria aumentandone dunque la densità (l'aria fredda infatti occupa meno volume di quella calda) e incrementando, a parità di pressione, la quantità di comburente nella camera di combustione, migliorando il rendimento globale del motore sia in termini di consumi sia di prestazioni e affidabilità (alcune componenti sono sottoposte a sollecitazioni termiche minori).
Gli intercooler possono essere:
- aria-aria; soluzione più economica e semplice, generalmente utilizzata in ambito civile;
- aria-acqua; soluzione più efficiente (scambio termico dell'acqua infatti è 4 volte superiore a quello dell'aria), costosa e complessa, generalmente usata nelle competizioni, anche se richiede un ulteriore radiatore per raffreddare l'acqua rispetto alle versioni aria-aria, una soluzione del genere venne utilizzata dalla Ferrari con la F14-T e la SF15-T, con intercooler aria-acqua posto tra le bancate del motore e dotato di 16.000 tubi di raffreddamento dove scorreva l'acqua[2].

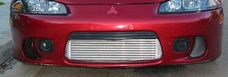
Un intercooler montato frontalmente.

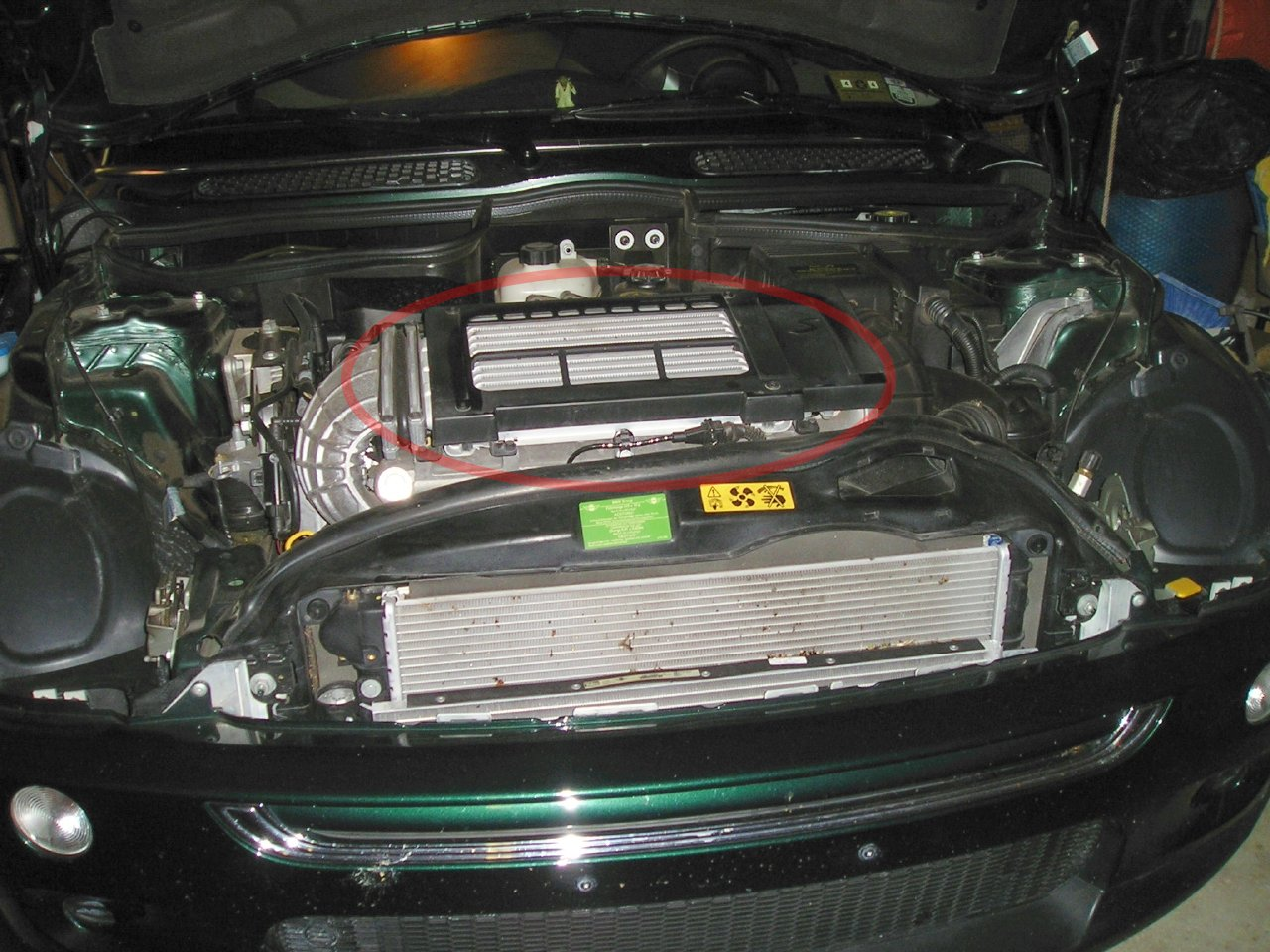
Un intercooler montato sotto il cofano.

## Storia
In passato, i motori aeronautici erano dotati di almeno due turbocompressori in serie per avere pressioni più elevate. Quindi si aveva la necessità di raffreddare l'aria all'uscita del turbocompressore primo stadio (con un intercooler) e l'uscita dal secondo turbocompressore secondo stadio (con un aftercooler). L'intercooler e l'aftercooler sono pressoché identici ma vengono chiamati in modo differente per distinguerli. Nelle automobili odierne, tipicamente dotate di un solo turbocompressore (quindi a singolo stadio), viene montato solo l'intercooler. 
L'introduzione dei primi dispositivi di Intercooler su automobili avvenne all'inizio degli anni '80, come per esempio nella prima Lancia Delta del 1986. Infatti già da molto tempo erano installati su mezzi da gara, come per esempio le auto da rally. In particolare i primi Intercooler vennero installati su grossi motori (camion e mezzi da lavoro in generale). La richiesta di potenza sempre maggiore aveva spinto i progettisti a realizzare motori dalle cilindrate molto elevate (quindi estremamente costosi). L'avvento dell'Intercooler, unitamente all'introduzione del turbo, permise di ridurre le cilindrate incrementando le doti di coppia e potenza e contribuendo alla riduzione della spesa di realizzazione dei motori stessi.
Gli intercooler possono variare molto in dimensioni e forma a seconda delle performance e dello spazio dell'intero sistema di compressione. Si trovano modelli montati frontalmente (FMIC, Front Mounted Intercoolers), superiormente (TMIC, Top Mounted Intercoolers) o ibridi (HMIC, Hybrid Mount Intercoolers).